# Sentier alpin central
Le Sentier alpin central, en allemand Zentralalpenweg, est un itinéraire de grande randonnée qui traverse la partie orientale des Alpes en passant par l'Autriche d'est en ouest, le Liechtenstein du sud au nord et en faisant trois courtes incursions en Suisse dans le canton des Grisons.

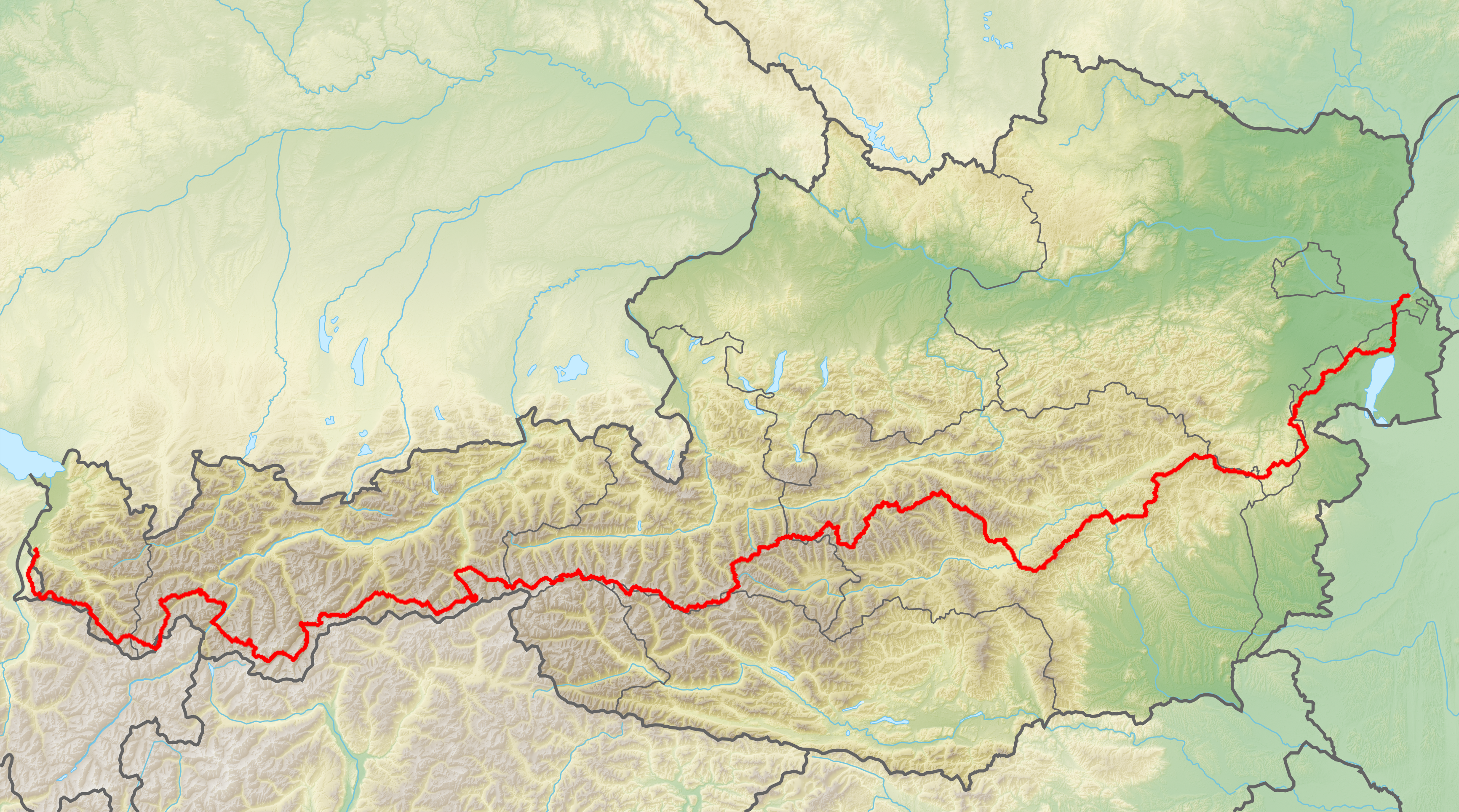
Carte du Sentier alpin central.